# Trại David
Cơ sở Hỗ trợ Hải quân Thurmont (Naval Support Facility Thurmont), thường được biết đến với cái tên Trại David, là một trại quân sự trên núi ở Quận Frederick, tiểu bang Maryland. Trại được sử dụng làm một nơi nghỉ ngơi miền quê của Tổng thống Hoa Kỳ và những khách mời của mình.
Ban đầu mang tên Hi-Catoctin, Trại David được xây dựng làm doanh trại cho các viên chức liên bang và gia đình của họ. Nó bắt đầu được xây dựng vào năm 1935 và mở cửa vào năm 1938. Năm 1942 nó được sửa sang thành một nơi nghỉ ngơi của tổng thống Franklin D. Roosevelt và được đổi tên thành U.S.S. Shangri-La. Trại David có được cái tên hiện nay là do Tổng thống Dwight D. Eisenhower đặt theo tên cháu nội của ông là David Eisenhower.

## Các hoạt động của Hải quân
Trại David là một cơ sở của Hải quân Hoa Kỳ. Đa số các thủy thủ ở đây là thuộc Công binh Hải quân Hoa Kỳ và đa số các sĩ quan là thuộc ngành kỹ sư công chánh. Phân đội Công binh Hải quân Hoa Kỳ thực hiện việc bảo trì và làm đẹp cho trại. Các thủy thủ ở đây phải trải qua một cuộc kiểm tra lý lịch gắt gao của Bộ Quốc phòng Hoa Kỳ. Họ cũng là những người được chỉ định đến làm việc tại đây, và là trong số các thủy thủ ưu tú nhất của Hải quân Hoa Kỳ. Cũng có một số thủy thủ như sau: nhân sự bảo trì, thợ điện, thợ mộc, quân y hải quân, và đầu bếp cho Tổng thống Hoa Kỳ.

## Tổng thống sử dụng
Mỗi tổng thống từ thời Franklin Roosevelt đến nay đều có sử dụng đến Trại David. Roosevelt tiếp đón thủ tướng Anh Winston Churchill vào tháng 5 năm 1943. Harry S. Truman hiếm khi viếng thăm Trại David vì phu nhân của ông Bess Truman thấy nơi này rất buồn chán. Dwight Eisenhower có buổi họp nội các đầu tiên tại đây. John F. Kennedy và gia đình của ông thường hay cưỡi ngựa và thưởng thức các hoạt động giải trí khác ở đây. Kennedy thường cho phép các nhân viên Nhà Trắng và thành viên nội các của mình sử dụng khu nghỉ ngơi khi ông và gia đình không có ở đây. Lyndon B. Johnson thường họp với các cố vấn quan trọng tại khu nghỉ ngơi và tiếp đón Thủ tướng Úc Harold Holt. Richard Nixon là khách thường xuyên và đã hiện đại hóa hay nới rộng thêm các cơ sở tiện ích. Gerald Ford thường cưỡi xe trượt tuyết có động cơ quanh trại và tiếp đón Tổng thống Indonesia Suharto. Jimmy Carter làm trung gian cho Hòa ước Trại David tại đây vào tháng 9 năm 1978 giữa Tổng thống Ai Cập Anwar al-Sadat và Thủ tướng Israel Menachem Begin. Ronald Reagan viếng thăm trại nhiều hơn bất cứ tổng thống nào khác. Dorothy Bush Koch, con gái của Tổng thống George H.W. Bush kết hôn ở đây vào năm 1992. Bill Clinton tiếp đón Thủ tướng Anh Tony Blair vài lần, chưa kể đến vô số cuộc gặp các người nổi tiếng. George W. Bush tiếp đón nhiều nhân vật quan trọng, trong đó có Thủ tướng Anh Gordon Brown năm 2007. Barack Obama biến Nhà thờ Evergreen của trại thành nơi cầu nguyện chính của mình như George W. Bush đã từng làm trước ông.

## Các cơ sở của nước ngoài giống như Trại David
Các giống như Trại David gồm có:
- Nơi cư ngụ của Nữ hoàng Elizabeth II:
  - Lâu đài Windsor, nơi cư ngụ miền quê chính thức và cuối tuần.
  - Tòa nhà Sandringham, nơi cư ngụ miền quê riêng tư.
  - Lâu đài Balmoral, nơi cư ngụ miền quê riêng tư tại Scotland.
- Chequers, nơi cư ngụ miền quê của Thủ tướng Vương quốc Anh
- Granja do Torto, nơi cư ngụ miền quê Tổng thống Brazil
- The Retreat Building, nơi cư ngụ yên tỉnh chính thức của Tổng thống Ấn Độ.
- Harpsund, nơi cư ngụ miền quê của Thủ tướng Thụy Điển
- Harrington Lake, nơi cư ngụ miền quê của Thủ tướng Canada
- Marienborg, nơi cư ngụ mùa hè của Thủ tướng Đan Mạch
- Kultaranta, nơi cư ngụ mùa hè của Tổng thống Phần Lan
- Lohn, điền sản miền quê của Hội đồng Liên bang Thụy Sĩ ngoài Bern.
- Mansion House, nơi cư ngụ mùa hè của Tổng thống Philippines
- Palacio de Marivent, nơi cư ngụ mùa hè của Vua Tây Ban Nha tại Palma de Mallorca.
- Hacienda Hato Grande, nơi cư ngụ miền quê của Tổng thống Colombia
- Pavillon de la Lanterne, nơi cư ngụ miền quê của Tổng thống Pháp, Fort de Brégançon, nơi cư ngụ mùa hè, Chateau de Rambouillet, nơi cư ngụ tiếp khách, Domaine National de Marly và Domaine de Souzy-la-Biche, những nơi cư ngụ cuối tuần
- Isla La Orchila, Cơ sở Hải quân có nơi cư ngụ của Tổng thống Venezuela
- Novo-Ogaryovo và Zavidovo, những nơi cư ngụ miền quê của Tổng thống Nga.
- The Lodge là nơi cư ngụ chính thức của Thủ tướng Úc tại Canberra và Kirribilli House là nơi cư ngụ bên bến cảng tại Sydney.

## Hình ảnh

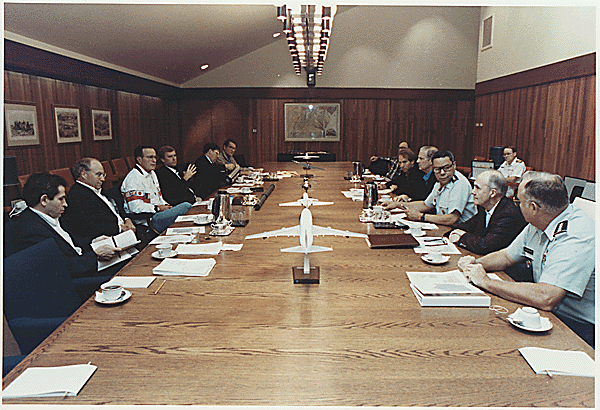
George H. W. Bush họp cùng các cố vấn an ninh quốc gia tại phòng hội nghị Laurel Lodge vào ngày 4 tháng 8 năm 1990.
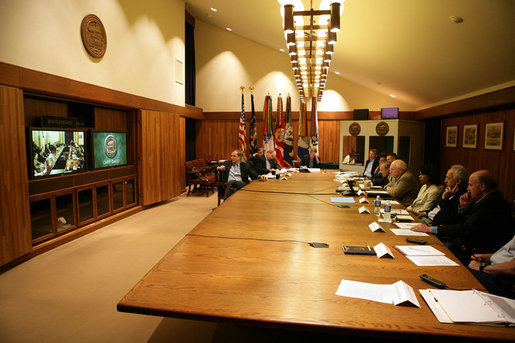
Từ Trại David, Phó Tổng thống Hoa Kỳ Dick Cheney và các thành viên trong nhóm liên-cơ quan đặc trách về Iraq tham dự một buổi họp từ xa qua video với Tổng thống George W. Bush đang ở Baghdad, Iraq.
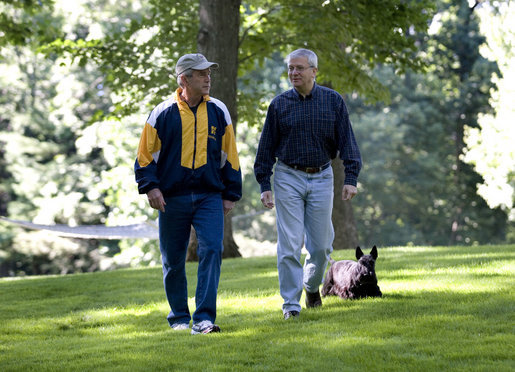
Tổng thống George W. Bush và trưởng văn phòng Nhà Trắng Josh Bolten cùng đi bộ với chú chó Barney tại Trại David vào ngày 21 tháng 7 năm 2007.
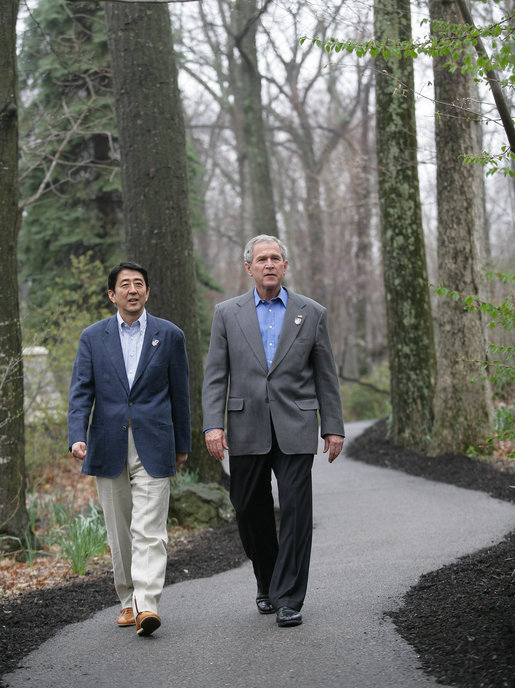
Shinzo Abe và George W. Bush tại Trại David năm 2007.
Richard và Pat Nixon cùng đi bộ với thú cưng tại Trại David.
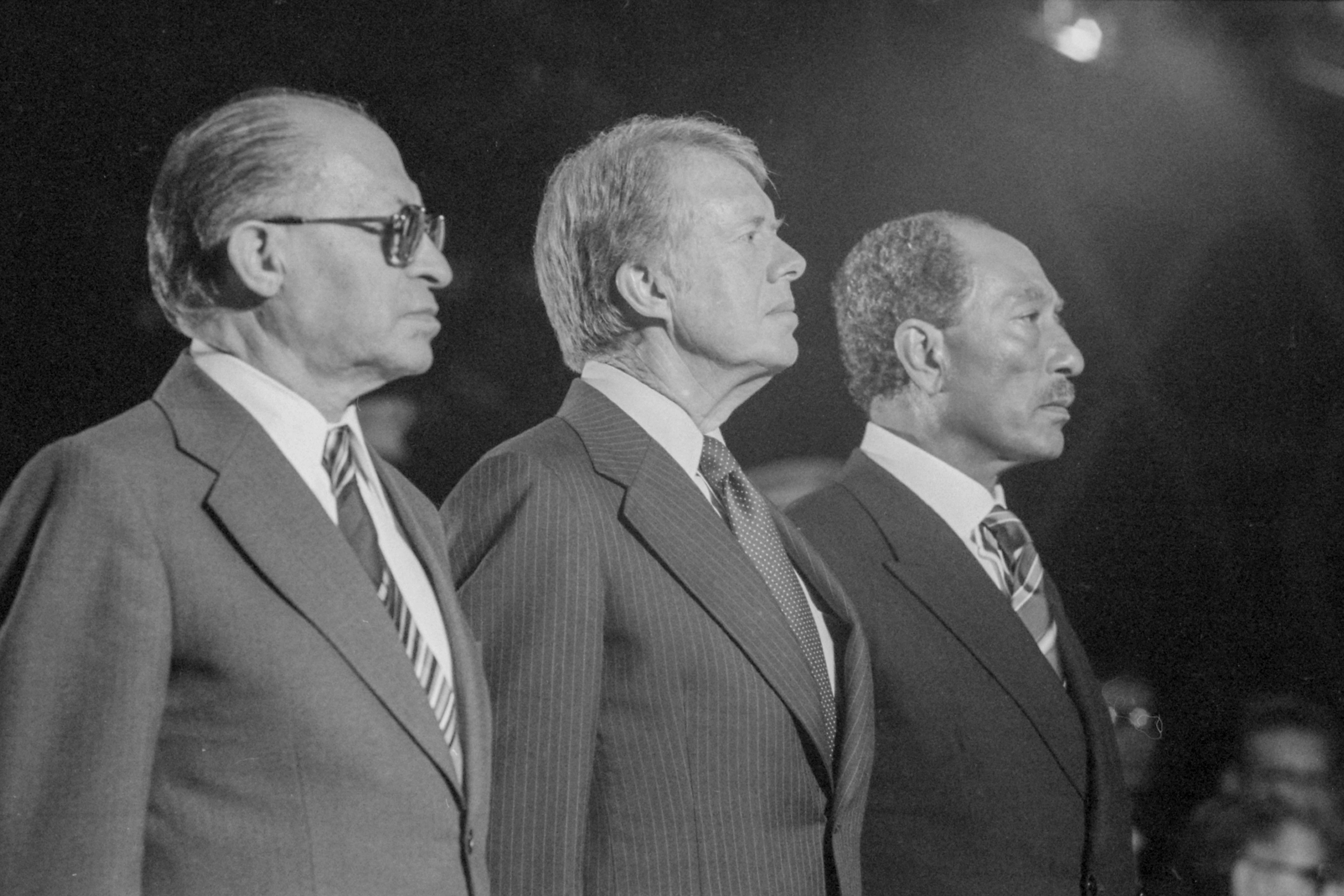
Thủ tướng Israel Menachem Begin, Tổng thống Hoa Kỳ Jimmy Carter, và Tổng thống Ai Cập Anwar Sadat tại Trại David ngày 7 tháng 9 năm 1978.
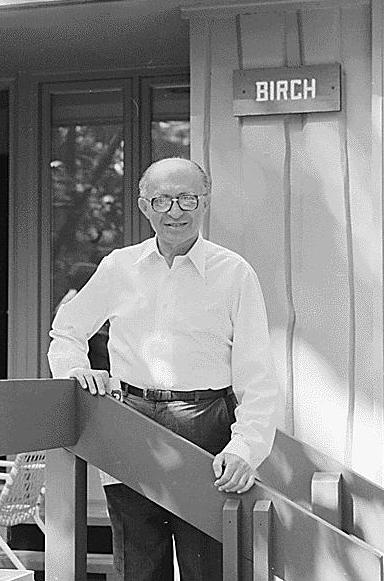
Menachem Begin đứng chụp hình tại Trại David, 1978.
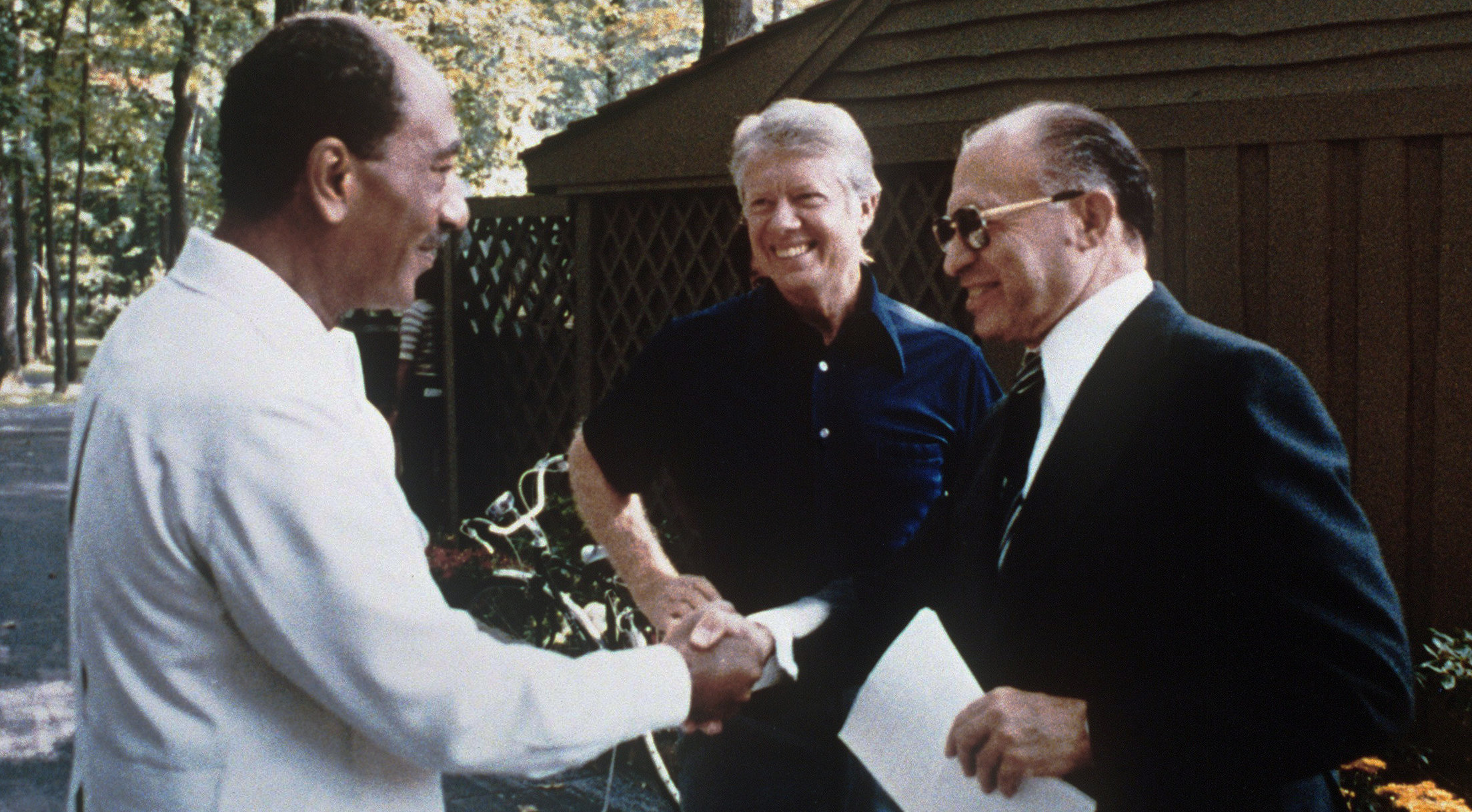
Thủ tướng Israel Menachem Begin và Tổng thống Ai Cập Anwar Sadat cùng với Tổng thống Hoa Kỳ tại Trại David năm 1978.
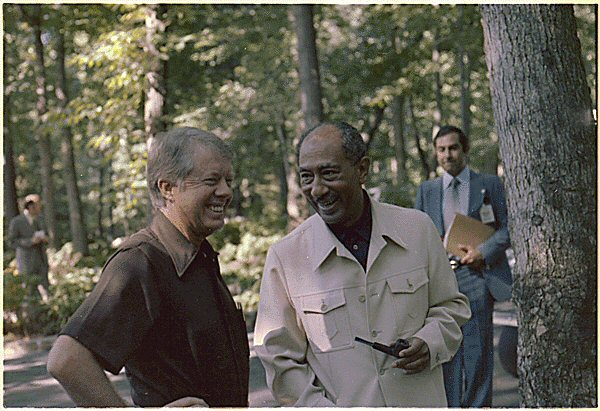
Tổng thống Ai Cập Anwar Sadat và Tổng thống Jimmy Carter gặp mặt vào lúc bắt đầu có cuộc họp thượng đỉnh Trại David năm 1978.
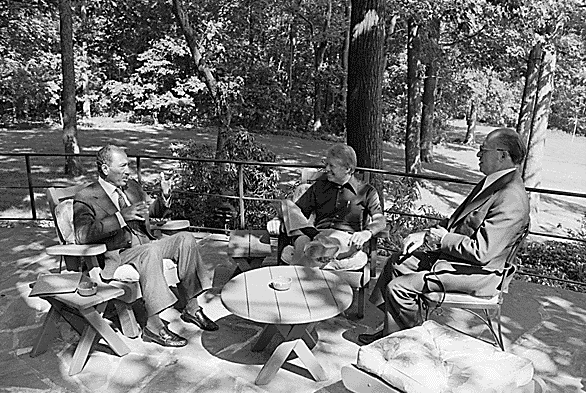
Anwar Sadat, Jimmy Carter, và Menachem Begin gặp mặt tại mái hiên phía sau Aspen Lodge của Trại David ngày 6 tháng 9 năm 1978.
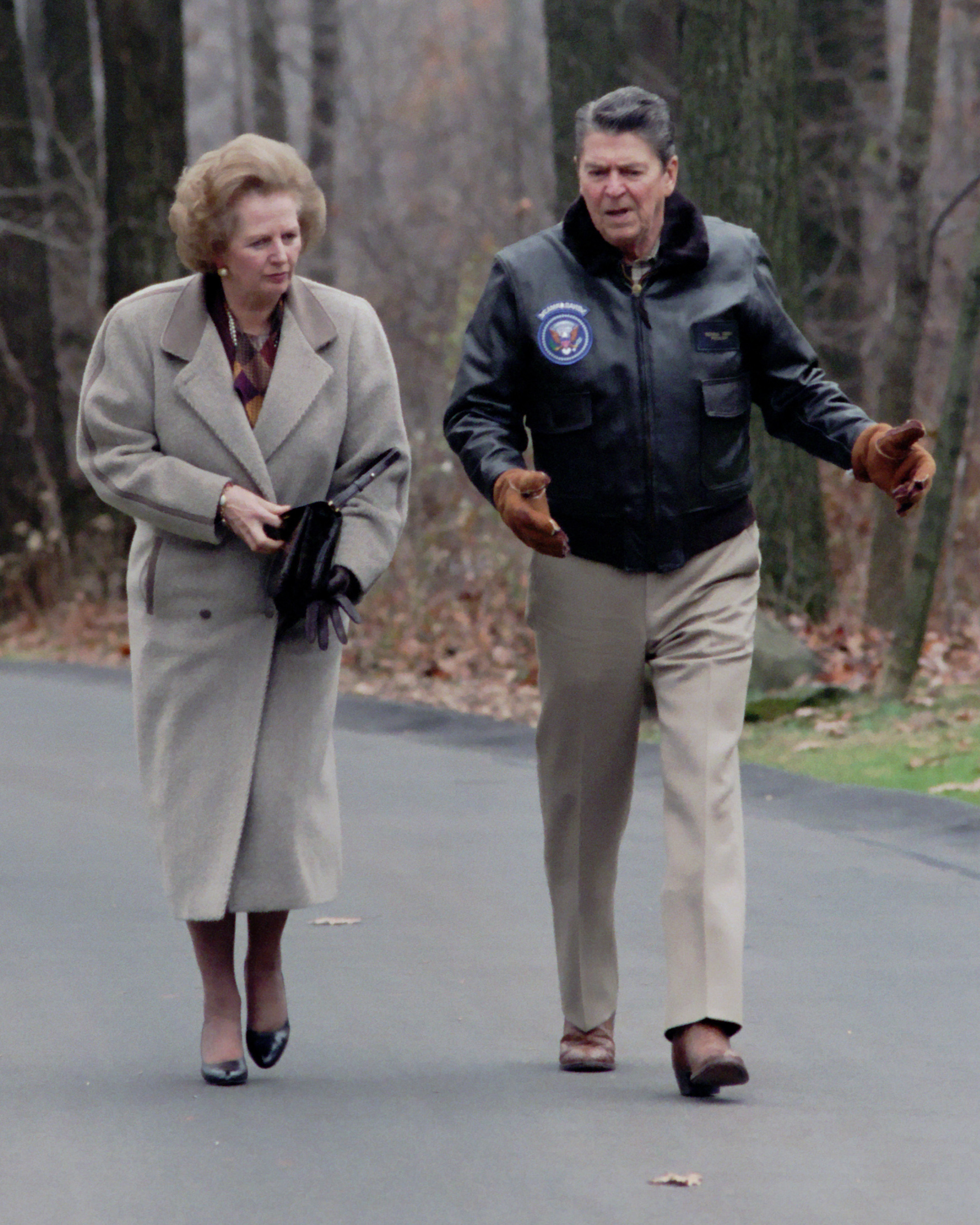
Thủ tướng Anh Margaret Thatcher và Tổng thống Ronald Reagan đi bộ tại Trại David, 1986.
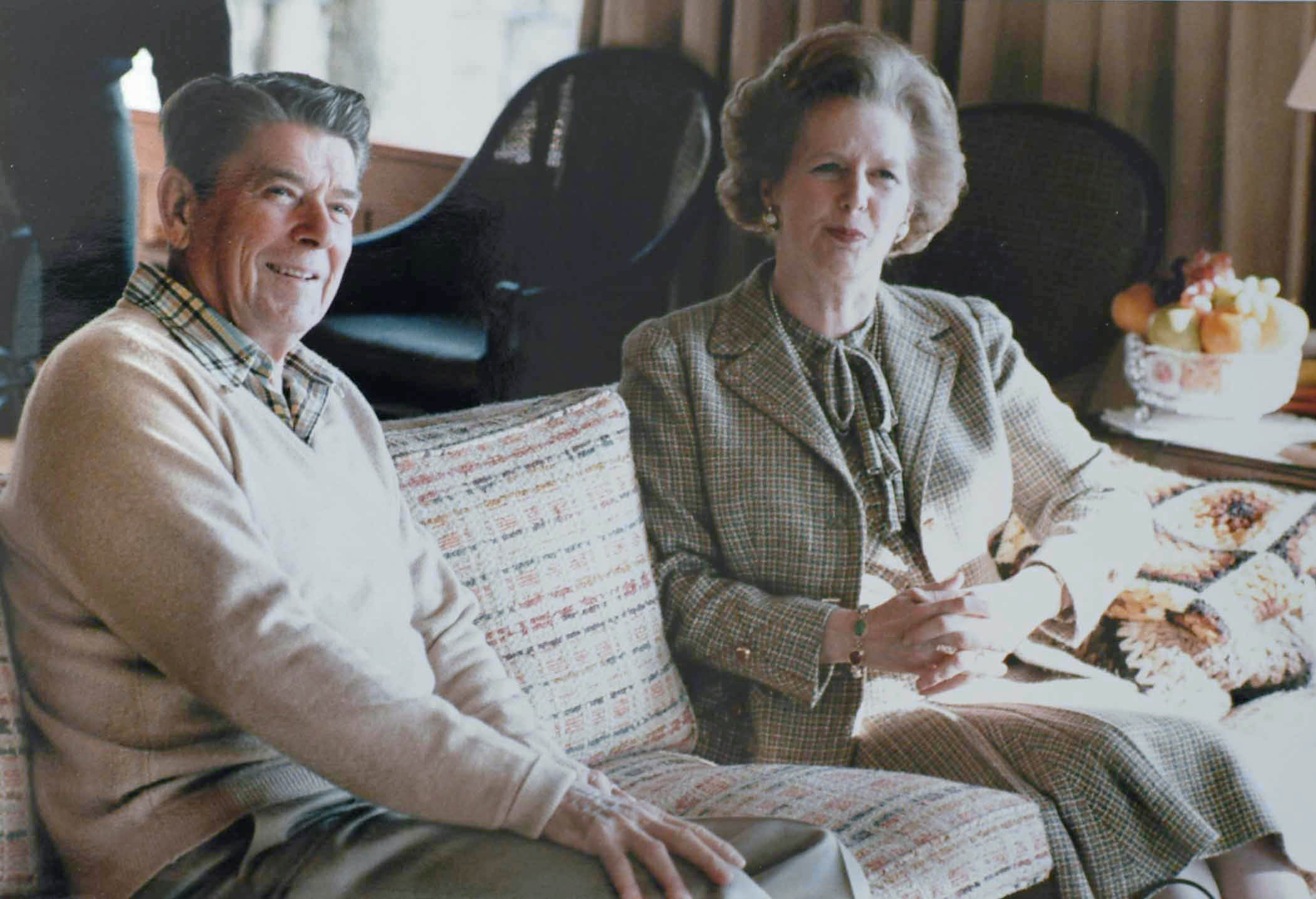
Thủ tướng Anh Margaret Thatcher và Tổng thống Ronald Reagan đang ngồi trong Aspen Lodge, 1986
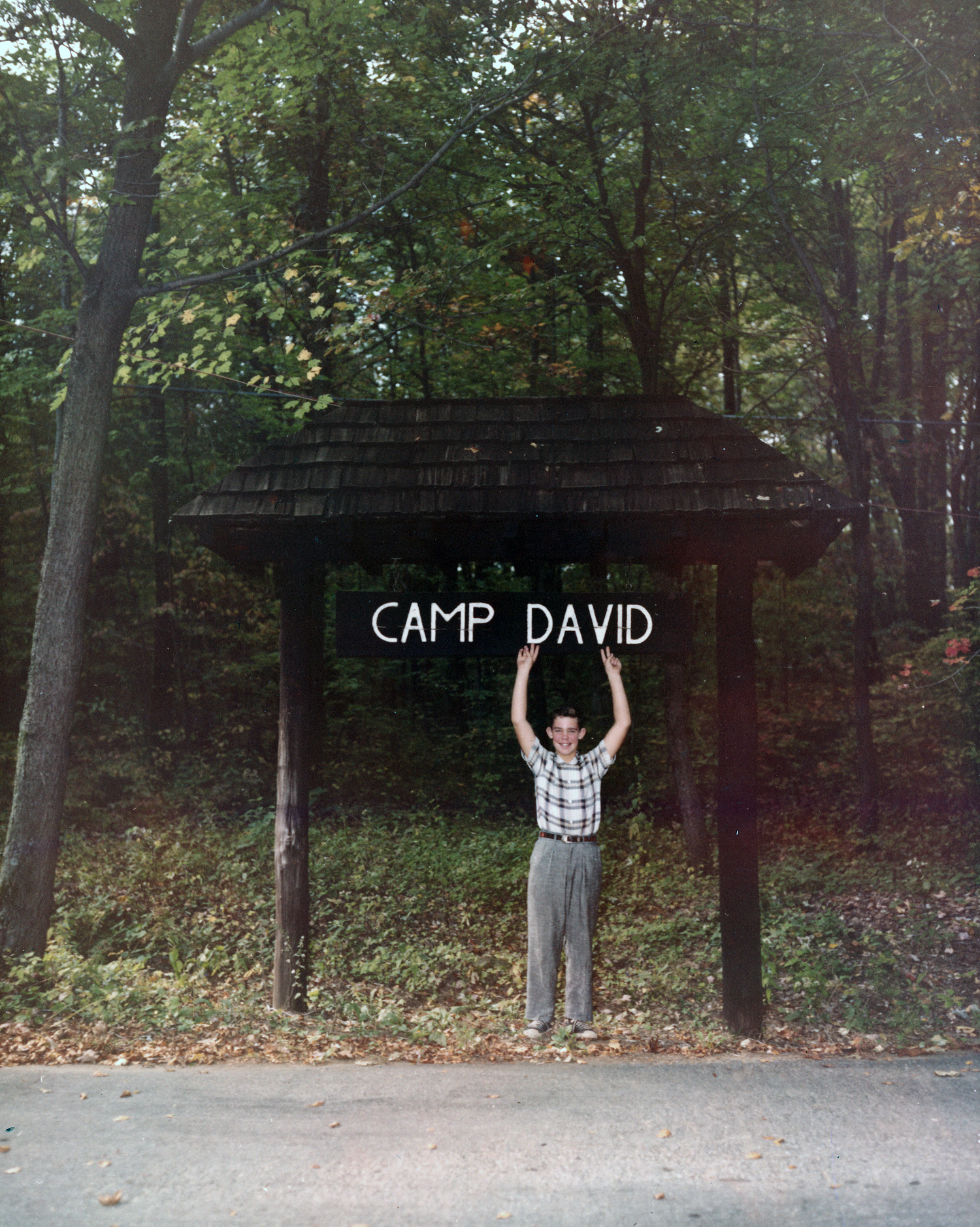
David Eisenhower (12 tuổi), cháu nội của Tổng thống Dwight D. Eisenhower đang đứng chụp hình, phía trên tấm biển có ghi "Trại David", là tên được đặt để vinh danh chính mình, 1960
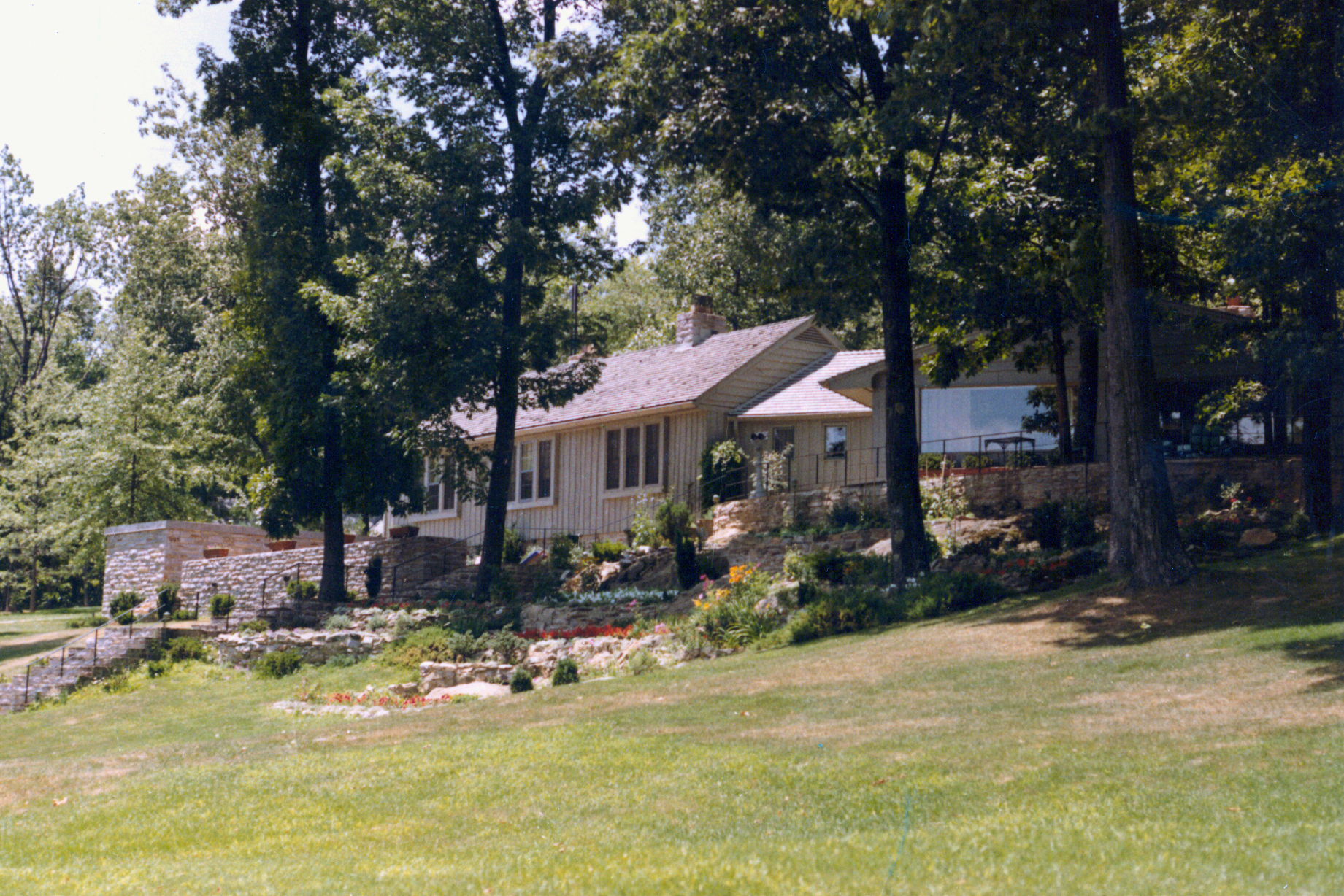
Nhà nghĩ chính trong thời chính phủ Eisenhower, 1959
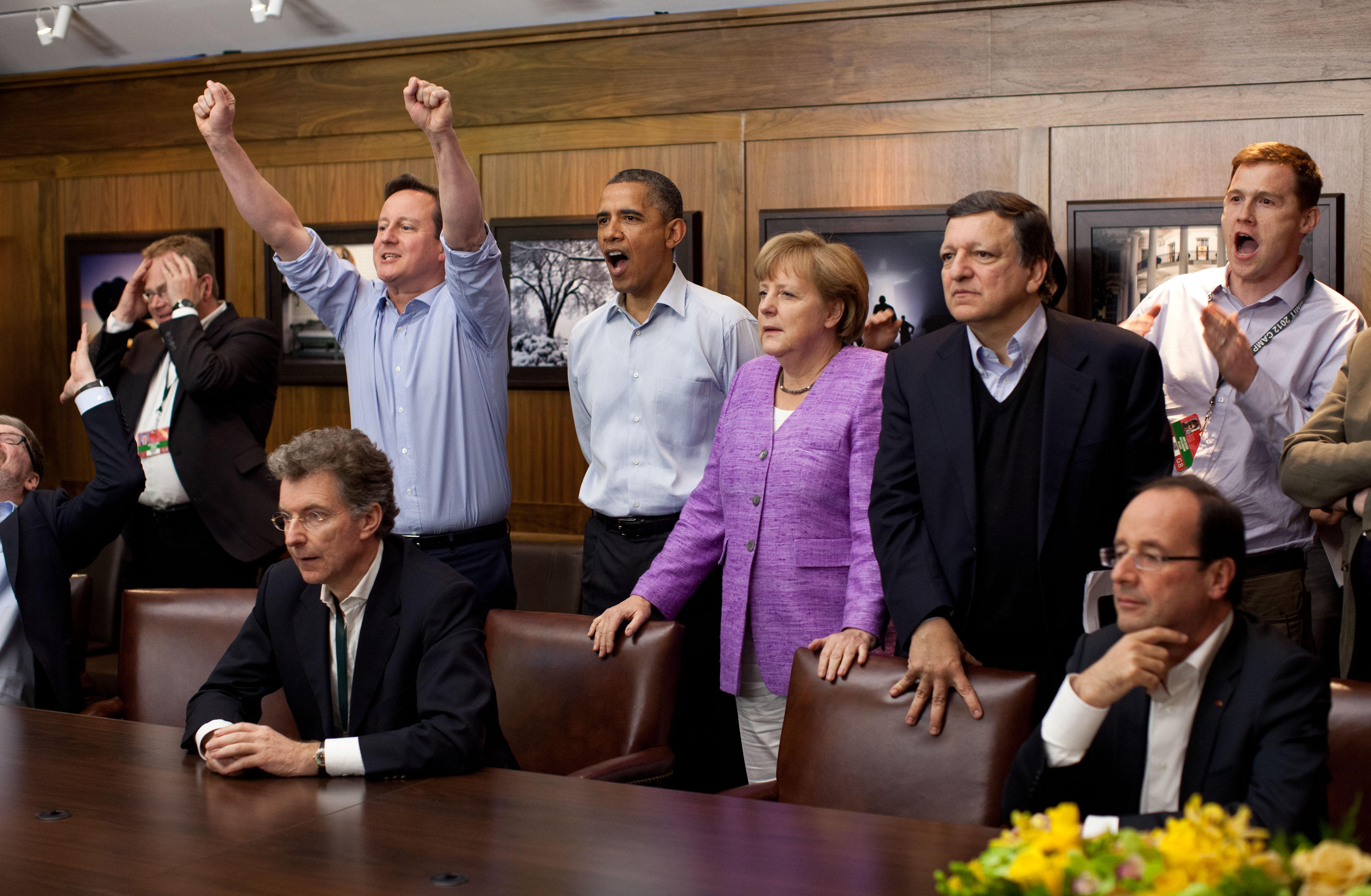
Các vị nguyên thủ G8 tạm nghỉ trong cuộc họp thượng đỉnh để theo dõi trận chung kết Champions League năm 2012, tại Trại David, Mỹ, ngày 19 tháng 5 năm 2012: Cameron, Obama, Merkel, Barroso, Hollande và những người khác.